# Aleksander Duchnowicz
Aleksander Duchnowicz (ur. 24 kwietnia 1803 we wsi Topoľa koło Sniny, zm. 30 marca 1865 w Preszowie) – poeta i literat rusiński, ksiądz unicki, wydał we Lwowie „Katechizm liturgiczny” (1854), „Chleb duszy, czyli nabożne modlitwy i pieśni dla Rusinów” (Lwów 1860) i inne.
Napisał wiersz, który stał się hymnem Łemków. Jego pierwsze słowa brzmią: Podkarpatsky Rusyny, ostawte hłubokyj son („Podkarpaccy Rusini, przebudźcie się z głębokiego snu”).